# Tropidion personatum
Tropidion personatum är en skalbaggsart som först beskrevs av Pierre Émile Gounelle 1909.  Tropidion personatum ingår i släktet Tropidion och familjen långhorningar.
Artens utbredningsområde är Paraguay. Inga underarter finns listade i Catalogue of Life.